# Warzenibis
Der Warzenibis (Pseudibis papillosa) ist eine Vogelart aus der Familie der Ibisse und Löffler.
Er kommt in Südostasien vor, in Pakistan, Nepal und Indien südlich bis Tamil Nadu und östlich bis Bangladesch.
Sein  Verbreitungsgebiet umfasst halbtrockenes Tiefland, Wiesen, grasbestandene oder brach liegende Flächen, aber auch Flussufer.

## Aussehen
Der Warzenibis ist 60–68 cm groß, die Flügelspannweite beträgt 90–115 cm.
Scheitel und Nacken sind hellrot beim maturen Vogel. Der übrige Vogel ist schwarz mit weißen Flecken auf den Schulterfedern. Die Beine sind ziegelfarben. Der lange brachvogelartig nach unten gebogene Schnabel ist grau, zur Spitze hin hellgrau.
Jungvögel sind gleichförmig mattbraun.

## Stimme
Der Ruf des Männchens wird als lautes nasales Rufen beschrieben, meist in der Nähe des Nestes, aber auch im Fluge.

## Lebensweise

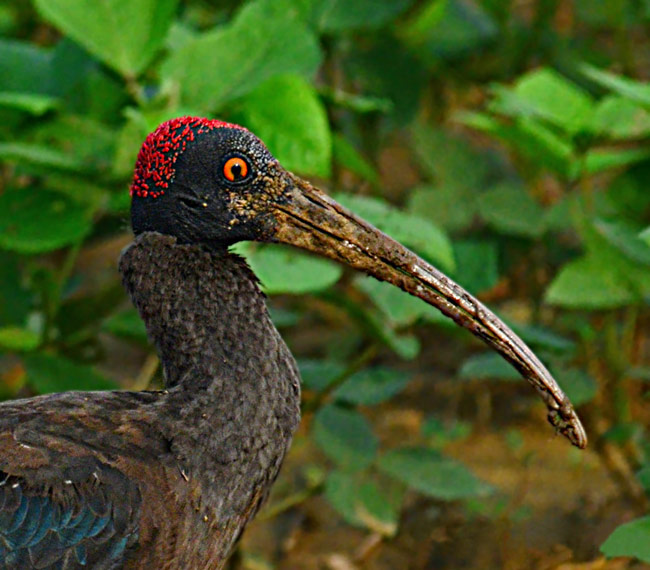
Detail des Kopfes eines Subadulten

Die Nahrung besteht aus Fröschen, Regenwürmern, Käfern und deren Larven, andere Insekten, auch Skorpione, Krebstiere, Eidechsen.
Die Brutzeit liegt zwischen März und Oktober in Nordindien, zwischen Januar und April in Nepal.
Das Nest ist eine große Schale aus Zweigen, mit Stroh und Federn ausgelegt, meist hoch in den Bäumen als Einzelnest, nicht in einer Brutkolonie. Es werden 2–4 helle bis blassgrüne Eier gelegt.

## Gefährdung
Der Warzenibis gilt als nicht gefährdet (Least Concern).

## Einzelbelege
1. ↑  Avibase
2. 1 2 3  Handbook of the Birds of the World
3. 1 2 3  S. Ali: The Book of Indian Birds. Bombay Natural History Society, Oxford university Press, 13. Aufl. 2002, ISBN 978-0-19-566523-9
4. ↑  R. Grimmett, T. Inskipp: Birds of Northern India. Helm Field Guides, 2017, ISBN 978-0-7136-5167-6
5. ↑  IUCN Redlist